# 藤島 (相撲)
藤島（ふじしま）は、日本相撲協会における年寄名跡のひとつ。初代・冨士嶋が四股名として名乗っていたものであるが、その由来は定かではなく、表記ゆれの「藤島」に変わった理由も不明である。
なお、かつての大坂相撲にも同名の「藤島」という年寄名跡が存在した。1927年の東西合併時に廃家となり、1942年に「大坂藤島」を略した「大島」として復活した。

## 藤島の代々
- 代目の太字は、部屋持ち親方。

| 代目 | 引退時しこ名      | 最高位 | 現役時の所属部屋         | 襲名期間                        | 備考                      |
| ---- | ----------------- | ------ | ------------------------ | ------------------------------- | ------------------------- |
| 初代 | 冨士嶋甚八        | ---    | ---                      |                                 |                           |
| 2代  | 三ッヶ濱政右衛門  | ---    | ---                      |                                 |                           |
| 3代  | 三ッヶ濱利右衛門  | ---    | ---                      |                                 |                           |
| 4代  | 行司・木村甚助    | ---    | ---                      |                                 |                           |
| 5代  | 龍ヶ鼻清吉        | ---    | ---                      |                                 |                           |
| 6代  | 行司・木村庄太郎  | ---    | ---                      | 1893年5月-1904年6月（死去）     |                           |
| 7代  | 藤見嶽虎之助      | 前3    | 藤嶋-尾車-藤嶌部屋       | 1910年1月-1923年7月（死去）     | 二枚鑑札                  |
| 8代  | 伊吹山末吉        | 前11   | 入間川-出羽海部屋        | 1926年5月-1929年1月（廃業）     |                           |
| 9代  | 常ノ花寛市        | 横綱   | 出羽ノ海(出羽海)部屋     | 1930年5月-1949年1月             | 7代出羽海に名跡変更       |
| 10代 | 安藝ノ海節男      | 横綱   | 出羽海部屋               | 1949年1月-1955年1月（廃業）     |                           |
| 11代 | 出羽湊秀一        | 前1    | 出羽海部屋               | 1958年9月-1979年9月（死去）     |                           |
| 12代 | 貴ノ花利彰        | 大関   | 二子山部屋               | 1981年12月-1993年2月            | 11代二子山に名跡変更      |
| 13代 | 若乃花幹士 (初代) | 横綱   | 二所ノ関-芝田山-花籠部屋 | 1993年2月-3月（停年(定年)退職） |                           |
| 14代 | 若獅子茂憲        | 小結   | 二子山部屋               | 1993年3月-1995年11月            | 借株 13代佐ノ山に名跡変更 |
| 15代 | 隆三杉太一        | 小結   | 二子山部屋               | 1995年11月-2000年3月            | 借株 18代音羽山に名跡変更 |
| 16代 | 若乃花勝          | 横綱   | 藤島-二子山部屋          | 2000年3月-12月（退職）          |                           |
| 17代 | 安芸乃島勝巳      | 関脇   | 藤島-二子山部屋          | 2003年5月-2004年5月             | 16代千田川に名跡変更      |
| 18代 | 武双山正士        | 大関   | 武蔵川部屋               | 2004年11月-                     |                           |